# Василіос Хадзіс
Василіос Хадзіс (грец. Βασίλειος Χατζής, * 1870, Касторія, провінція Македонія, Османська імперія — 1915, Афіни, Грецьке королівство) — художник-мариніст, представник Мюнхенської школи грецької живопису. 

## Життєпис
Народився в 1870 в Касторії, провінція Македонія, що перебували тоді під османським контролем.
Сім'я його переселилася у вільну Грецію, в Патри, де Хадзіс полюбив море і детально вивчив конструкцію кораблів. 

### Освіта
Закінчив Афінську школу витончених мистецтв і став викладачем живопису. Море стало основною тематикою його робіт. Хадзіс був учнем Літраса та Воланакіса. Разом з Воланакісом та художником Алтамурасом, Хадзіс вважається одним з найвидніших художників-мариністів кінця XIX  — початку XX століть. Хоча Хадзіс не вчився в Мюнхені, мистецтвознавці та критики зараховують його, в силу художньої манери, до так званої Мюнхенської школі грецької живопису. 

### Смерть
Помер в Афінах в 1915. 

## Роботи
У Греції широко відомі його картини на військово-морську тематику, написані на замовлення грецького уряду в роки Балканських воєн 1912-1913. Найвідоміші з них: «Битва при Еллі», «Битва при Лемносі» (1913), «Патрулювання есмінців», «"Авероф", який приймає вугілля», «Тіло короля Георгія I на борту "Амфітріти"». 
Перед смертю почав картину «Останній морський бій Візантії», яку залишив незавершеною. 
50 робіт Хадзіса виставлені в Афінській Національній галереї. 
З приблизно 260 існуючих робіт деякі знаходяться в галереї муніципалітету Лариси, в Морському музеї Греції, в галереї Георгіоса Аверофа, в Мецово, в колекціях Банку Греції та Національного Банку Греції, а також у приватних колекціях Евтаксіаса, Переса та Краніотіса. 
Георгіос Бузіаніс, який часто бував в ательє Хадзіса та написав його портрет, вважається сьогодні одним з видних художників-експресіоністів. 

## Галерея

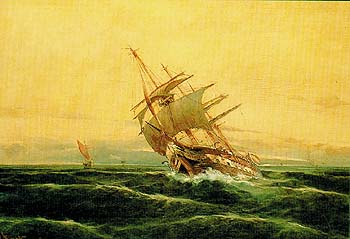
Човен в бурхливих водах
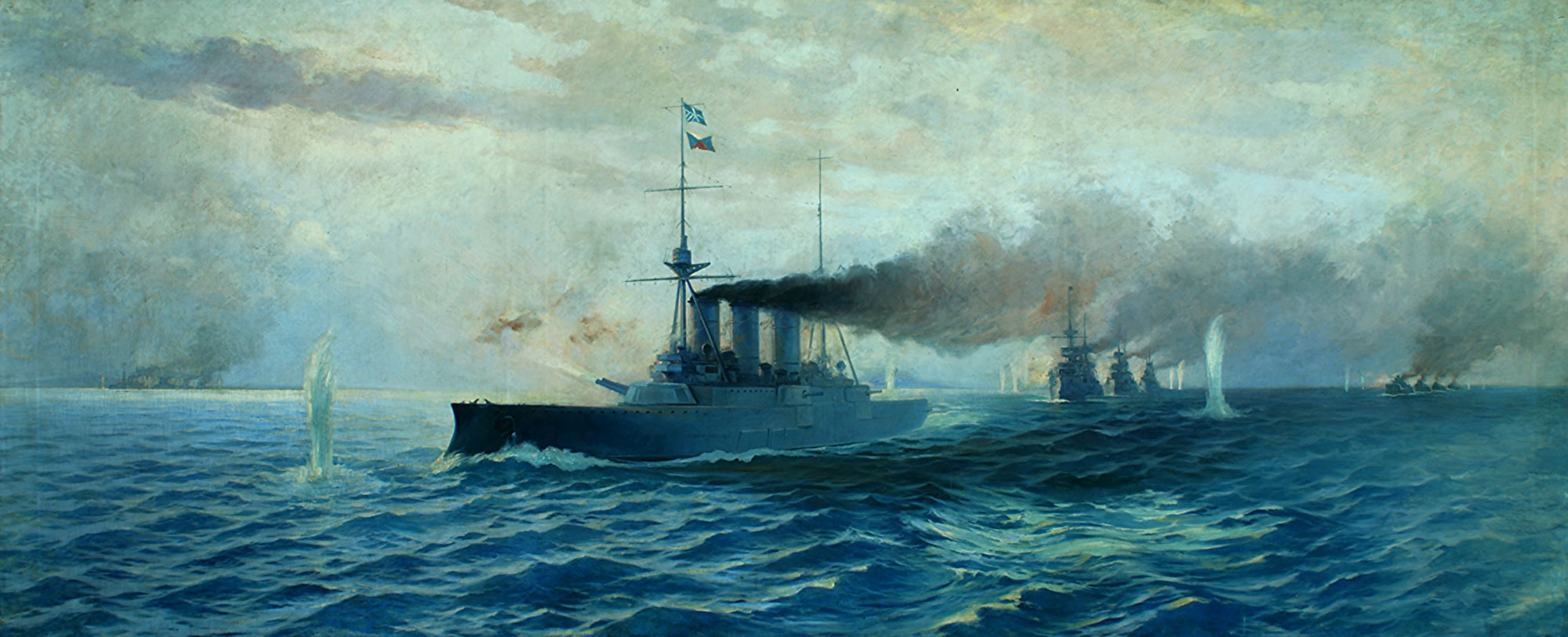
«Битва при Еллі»
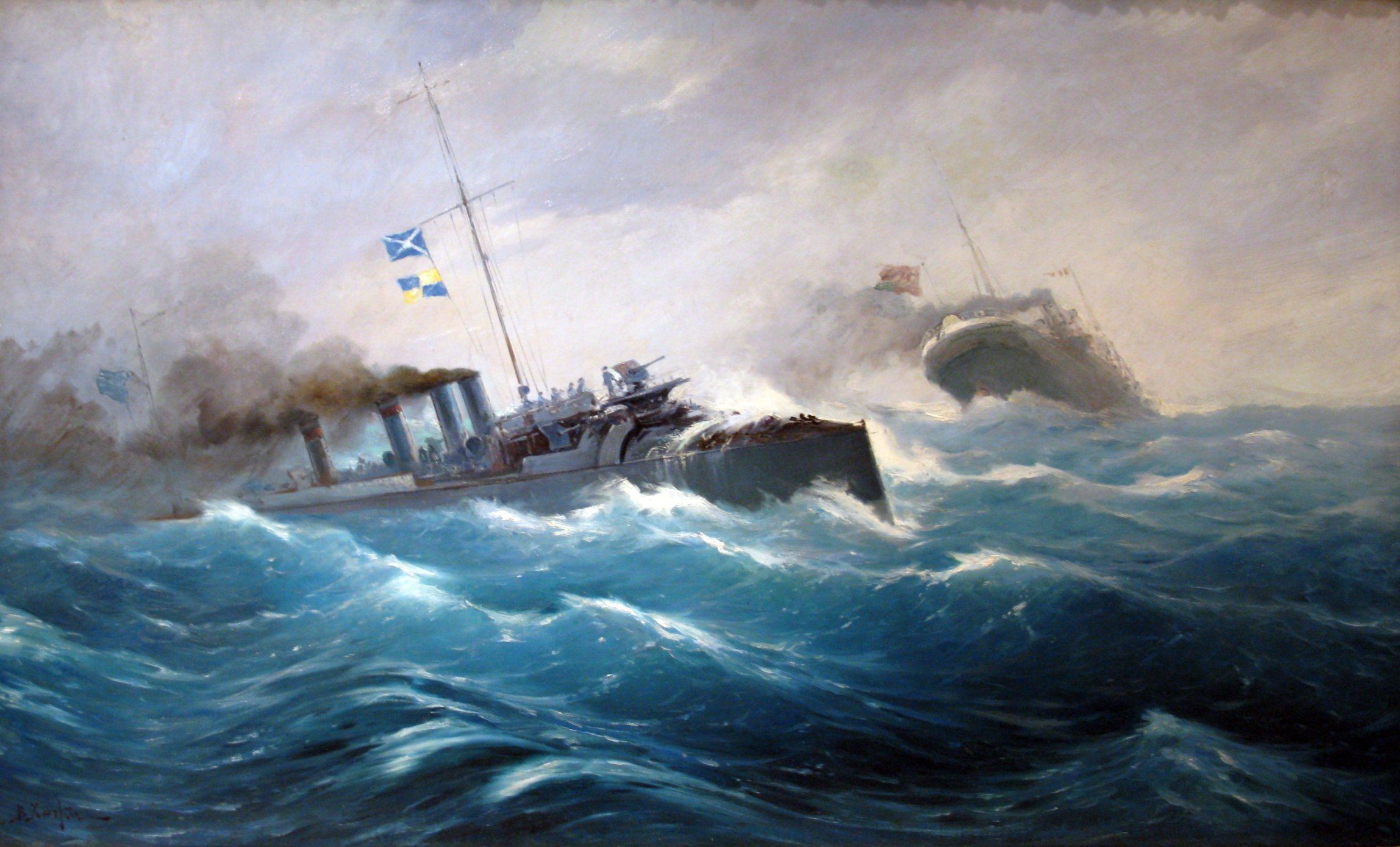
"Огляд судна"
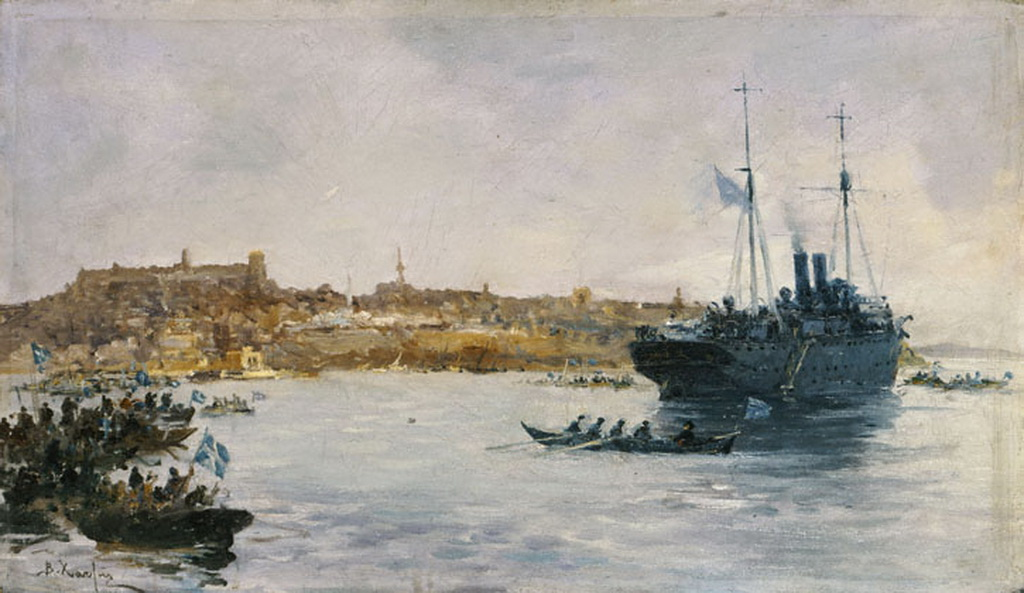
Десант грецького флоту в Кавалі, 1913. (Друга Балканська війна)